# Anne Gravoin
Anne Gravoin, née le 4 novembre 1965 à Montauban (Tarn-et-Garonne), est une violoniste et productrice de spectacle française. Elle fut également l'épouse de l'ancien Premier ministre français Manuel Valls.

## Biographie
Anne Gravoin est née le 4 novembre 1965 à Montauban où s'est établi son grand-père maternel, né comme son épouse (Paulette Ucitel 1908-2003) à Chişinǎu, le docteur Corenfeld (1903-1972) qui fit ses études de médecine à Strasbourg après avoir quitté la République socialiste soviétique autonome moldave pour échapper notamment au stalinisme,. Sa mère, Thérèse Corenfend dite Tania (1932-1993), était professeur d'anglais. Son père (Jean-René Gravoin 1935-2021), d'une famille bourbonnaise, était un violoniste qui fut notamment membre de l'Orchestre philharmonique de Radio France. Ses parents quittent Montauban six mois après sa naissance pour s'établir à La Varenne-Saint-Hilaire.
Elle étudie au Conservatoire supérieur de Paris, elle a notamment Gérard Poulet comme professeur,, Dominique Hoppenot, et Myriam Solovieff,.
D'un premier mariage avec le photographe Jacques Beneich, elle a une fille, Juliette, née en 1992. En juillet 2010, à Évry (Essonne), elle épouse Manuel Valls, Premier ministre français de mars 2014 à décembre 2016,.
Pour la première fois, fin octobre 2016, elle accompagne son mari lors d'une visite officielle du Premier ministre de quatre jours à l'étranger, en Côte d'Ivoire, au Togo et au Ghana. Début décembre, Manuel Valls se déclare candidat à la primaire citoyenne de 2017 ; elle apparaît alors dans plusieurs déplacements de campagne.
Le 18 avril 2018, Manuel Valls annonce leur séparation.

## Carrière professionnelle
À partir de 1984, elle commence à collaborer avec des chanteurs de variétés comme Laurent Voulzy, Marc Lavoine, Charles Aznavour, Khaled ou Michel Jonasz. Elle est violon solo de l'ensemble des Archets Européens en 1989, de l'orchestre symphonique de la région Centre Tours de 2001 à 2004 et de l'orchestre des lauréats du CNSM en 2004. Elle est membre de la Fondation Menuhin depuis 1986. En 2007, elle crée le quatuor à cordes Travelling Quartet, avec notamment, la violoncelliste Mathilde Sternat.
En 2000, elle fonde en qualité de productrice de spectacle la société « Régie Orchestre » l'une des trois régies les plus importantes de Paris, qui participe, avec des musiciens pour la plus grande part intermittents (elle en emploie plus de 400 tous les ans) à l'organisation de nombreuses manifestations musicales en France et à l'étranger, notamment les tournées de Johnny Hallyday, et à l'enregistrement d'albums de Françoise Hardy, Nolwenn Leroy, Alain Souchon ou Laurent Voulzy. Elle collabore à plusieurs musiques de films avec des compositeurs comme Tôn-Thât Tiêt et Vladimir Cosma. 
En 2012, elle entre dans l'équipe des musiciens de l'émission Chabada présentée par Daniela Lumbroso. En 2013 et 2014, elle fait partie de la tournée « Sur le chemin » du chanteur Emmanuel Moire pour plus de 70 concerts en France, en Suisse et en Belgique.
En 2015, elle fait partie des musiciens de l'album d'Emji gagnante de la saison 11 de Nouvelle Star.
Anne Gravoin est également premier violon et co-directrice artistique de l'Alma Chamber Orchestra depuis 2015, orchestre de chambre français créé en mai 2013. En 2016, L'Obs accuse l'orchestre d'être financé par deux proches de Denis Sassou-Nguesso, le dictateur congolais : Jean-Yves Ollivier et Ivor Ichikowitz,.
En février 2017, la presse annonce qu'avec Julie Gayet, elle participera à la mise en scène des Noces de Figaro lors de la 17e édition du festival Opéra en Plein Air . Elle participe aussi à l'automne 2017, puis encore au printemps 2019, à la tournée de Véronique Sanson.